# Järnlunden
Järnlunden är en sjö i Kinda kommun och Linköpings kommun i Östergötland och ingår i Motala ströms huvudavrinningsområde. Sjön är 27,5 meter djup, har en yta på 14,9 kvadratkilometer och befinner sig 86 meter över havet. Sjön avvattnas av Stångån.
Sjön har utlopp via Brokinds sluss till Lilla Rängen och vidare till Stora Rängen och därifrån via Stångån och Kinda Kanal till Roxen.
Namnet är inte en sammansättning av järn och lund, utan kommer troligare från fornsvenskans Jælunder, som betyder "den ljudande, stojande sjön" eller liknande. Namnet kan spåras tillbaka till 1362.
I Järnlunden ligger den lilla holmen Fläsklösen, som blev berömd för att originalet Kalle-Stina bodde där.

## Delavrinningsområde
Järnlunden ingår i delavrinningsområde (645282-148795) som SMHI kallar för Utloppet av Järnlunden. Medelhöjden är 118 meter över havet och ytan är 107,3 kvadratkilometer. Räknas de 95 avrinningsområdena uppströms in blir den ackumulerade arean 2 124,67 kvadratkilometer. Stångån som avvattnar avrinningsområdet har biflödesordning 2, vilket innebär att vattnet flödar genom totalt 2 vattendrag innan det når havet efter 118 kilometer. Avrinningsområdet består mestadels av skog (50 procent), öppen mark (10 procent) och jordbruk (22 procent). Avrinningsområdet har 15,59 kvadratkilometer vattenytor vilket ger det en sjöprocent på 14,5 procent. Bebyggelsen i området täcker en yta av 0,79 kvadratkilometer eller 1 procent av avrinningsområdet.